# Regula golului marcat în deplasare
Regula golului marcat în deplasare este o metodă de departajare în fotbal și alte sporturi, atunci când echipele joacă una cu alta în dublă manșă, câte un meci pe terenul fiecăreia din ele. Regula presupune că în cazul în care într-o confruntare dintre două echipe, scorul general după cele două meciuri este egal, învingătoare este declarată echipa care a marcat în "deplasare" mai multe goluri decât "acasă".
Regula golului marcat în deplasare a fost introdusă pentru prima dată de către UEFA în 1965. Ea este cel mai des utilizată în meciuri de dublă manșă, unde rezultatul este determinat de scorul general (scorurile din ambele meciuri sunt sumate formându-se un total). În multe competiții, regula golului marcat în deplasare este primul criteriu de departajare, iar loviturile de departajare este ultimul, în caz că echipele au marcat același număr de goluri în deplasare și celelalte criterii de asemeni nu delimitează câștigătorul. Pe 24 iunie 2021, UEFA a aprobat propunerea de abolire a regulii în toate competițiile UEFA pentru cluburi începând cu sezonul 2021-2022.

## Anomalii
Dacă două cluburi care se întâlnesc într-o confruntare de dublă manșă folosesc același stadion, practic și de facto, fiecare club poate fi numit club gazdă în fiecare din cele două manșe. De exemplu, în semifinalele Ligii Campionilor 2002-2003 s-au întâlnit Inter Milano și AC Milan. Ambele manșe s-au jucat pe stadionul San Siro, stadionul din Milano ce-l împart cele două cluburi:  
- Prima manșă: AC Milan 0 – 0 Inter Milano
- Manșa secundă: Inter Milano 1 – 1 AC Milan

Cu un scor general de 1–1, AC Milan a fost declarată învingătoare datorită golului marcat în "deplasare". 
La fel s-a întâmplat și în Copa Sudamericana în 2009, când cluburile din Rio de Janeiro Flamengo și Fluminense au jucat ambele meciuri pe Stadionul Maracanã . După un scor alb în prima manșă, remiza cu 1-1 din manșa secundă a promovat-o pe Fluminense să acceadă mai departe în competiție, datorită "golului din deplasare".
- Manșa 1: Fluminense FC 0 – 0 CR Flamengo
- Manșa 2: CR Flamengo 1 – 1 Fluminense FC

Mult mai anomalic a fost barajul de calificare la Campionatul Mondial de Fotbal la Tineret din 1991, dintre Australia și Israel: Australia a câștigat conform regulii golului din deplasare, deși din motive de securitate, din cauza conflictului Israelito-Palestinian, meciul de "acasă" al Israelului s-a jucat la fel în Australia. Aceeași situație s-a întâmplat și în confruntarea din calificările pentru Campionatul Mondial de Fotbal 2010 (CONCACAF) dintre Bahamas și Insulele Virgine Britanice, când Bahamas a avansat datorită regulii golului din deplasare, deși ambele manșe s-au jucat în Bahamas.
A existat cel puțin un caz de aplicare greșită a regulei golului marcat în deplasare de către arbitru într-o competiție internațională de club. S-a întâmplat în runda a doua a Cupei Cupelor UEFA 1971–72 dintre Rangers și Sporting Clube de Portugal. Această întâlnire a avut următoarele scoruri:
- Prima manșă: Rangers 3 – 2 Sporting
- Manșa secundă, după 90 de minute: Sporting 3 – 2 Rangers
- Manșa secundă, după prelungiri: Sporting 4 – 3 Rangers

Întrucât echipele erau la egalitate 6–6 la general, arbitrul olandez Laurens van Raavens a dictat lovituri de departajare, unde Sporting a câștigat cu 3–0. Rangers a contestat înfrângerea, întrucât Van Raavens nu trebuia să dicteze executarea loviturilor de departajare, deoarece per total Rangers a marcat cu un gol mai mult în deplasare față de Sporting (3 la 2), fapt ce trebuia să-i califice prin regula golului marcat în deplasare. Rangers a câștigat la apel și a continuat drumul în Cupa Cupelor câștigând-o în acel sezon.